# 度会国御神社
度会国御神社（わたらいくにみじんじゃ）は、伊勢神宮豊受大神宮（外宮）の摂社。外宮の宮域内にあり、北御門脇の小道沿いに鎮座する。

## 概要
伊勢市駅より南西へ約900m、三重県伊勢市豊川町の伊勢神宮外宮境内に鎮座する。外宮の摂社としては草奈伎神社、大間国生神社に次ぐ3位である。
祭神は彦國見賀岐建與束命（ひこくにみがきたけよつかのみこと）。鎮座地である伊勢国の国魂神で、代々伊勢北部を支配してきた伊勢国造の始祖、天日別命（あめのひわけのみこと）の子とされる。母については知られない。
社殿は神明造の板葺で、写真にあるように玉垣に囲まれている。賽銭箱は置かれていない。度会国御神社の更に先には、外宮末社の大津神社が鎮座する。

## 歴史
度会国都御神の社（わたらいのくにつみかみのやしろ）と称していたが、現在は『延喜式神名帳』に記載されている名称に従い、度会国御神社と表記される。
創建年代は不詳であるが、外宮の鎮座（雄略天皇22年）以前よりあったと考えられている。櫻井勝之進は度会国御神社に関連して、以下のように記述している。
すなわち、磯部の有力者であった度会氏に豊受大御神の祭祀をゆだねた際に、度会氏が祭っていた神々も伊勢神宮の中に組み込まれたものと考えられる。
創建当初の鎮座地は山田前田村であったとされ、『二宮管社沿革考』は、前野村住民は産土神として度会国御神社を奉仕したと記している。中世には世義寺が境内に建てられたことにより一時祭祀が断絶するが、江戸時代の寛文年中（1661年 - 1672年）に世義寺が移転し、度会国御神社の神霊も同地に移された。移転前の世義寺は、現在の伊勢市八日市場町、神宮山田工作所付近にあった。後に度会国御神社の遥拝所であった現在地に、寺から分離して遷座したという。
社殿は1956年（昭和31年）12月に建て替えが行われ、1980年（昭和55年）4月10日に大規模な修繕がなされた。
社地からは陶器の残欠が見つかっている。見つかった陶器は、ほとんどが須恵器である。

## 祭祀
6月19日と12月19日の月次祭大御饌・奉幣、10月19日の神嘗祭大御饌・奉幣、11月25日の新嘗祭大御饌・奉幣は度会国御神社で祭祀を執行し、歳旦祭（1月1日）、元始祭（1月3日）、建国記念祭（2月11日）、祈年祭（2月19日）、風日祈祭（5月14日・8月4日）、天長祭（12月23日）は外宮五丈殿での遥祀を行う。

## 交通
外宮前まで
- JR参宮線・近鉄山田線伊勢市駅南口（JR）より徒歩5分程度。
- 三重交通・三交伊勢志摩交通・おかげバス「伊勢市駅前」バス停より徒歩5分。
- 三重交通「外宮前」バス停よりすぐ。
- 伊勢自動車道伊勢西ICより三重県道32号伊勢磯部線（御木本道路）を北へ約5分。北御門前に434台収容の無料駐車場あり[11]。

外宮宮域内
- 御厩前の小路を西進すると神社が現れる[12]。